# Paulo Miranda (Fußballspieler, 1988)
Paulo Miranda, bürgerlich Jonathan Doin (* 16. August 1988 in Castro, Paraná), ist ein brasilianischer Fußballspieler, der als Innenverteidiger für Grêmio Porto Alegre spielt.

## Karriere
Paulo Miranda spielte in seiner Jugend für die Vereine Iraty SC und Desportivo Brasil, wo er schließlich 2008 seinen ersten Profivertrag unterschrieb. Im Laufe der nächsten Jahre wurde Miranda mehrmals an unterschiedliche Klubs verliehen und konnte so einige Erfahrung im Profifußball sammeln. 
2011 wechselte er zum FC São Paulo und wurde dort zu einem etablierten Spieler in der Mannschaft. Ein Jahr später gewann er mit seinem Team die Copa Sudamericana, wobei seine Mannschaft den CA Tigre im Finale besiegte.  
2015 wechselte Paulo Miranda vom FC São Paulo zum FC Red Bull Salzburg in die österreichische Bundesliga. Der Transfer war bereits für 2013 geplant, jedoch verhinderte eine Verletzung des Spielers den Wechsel an die Salzach. Miranda unterschrieb einen Vertrag bis 2019.
Anfang Januar 2018 kehrte Paulo Miranda in seine Heimat zurück und schloss sich dem amtierenden Copa-Libertadores-Sieger Grêmio Porto Alegre an.

## Erfolge
FC São Paulo
- Copa Sudamericana: 2012

RB Salzburg
- Österreichischer Meister: 2016, 2017, 2018
- Österreichischer Cup-Sieger: 2016, 2017

Grêmio
- Recopa Sudamericana: 2018
- Staatsmeisterschaft von Rio Grande do Sul: 2019

## Trivia
Miranda erhielt seinen Spitznamen während seiner Zeit bei Iraty SC. Ein Trainer fand damals, dass sein Geburtsname nicht zu einem Verteidiger passte und begann, ihn nach seinem damals berühmteren Landsmann Paulo Miranda, einem Verteidiger, zu nennen.